# Lush Life (album)
Lush Life est un album jazz de John Coltrane sorti en 1961 sur le label Prestige Records, catalogue 7188. C'est une compilation d'enregistrements au studio Rudy Van Gelder.

## Titres
1. Like Someone in Love (Jimmy Van Heusen, Johnny Burke) — 5:00
2. I Love You (Cole Porter) — 5:33
3. Trane's Slow Blues (John Coltrane) — 6:05
4. Lush Life (Billy Strayhorn) — 14:00
5. I Hear a Rhapsody (Jack Baker, George Fragos, Dick Gasparre) — 6:01

## Musiciens
Titres 1-3
- John Coltrane — saxophone ténor
- Earl May — contrebasse
- Art Taylor — batterie

Titres 4-5
- John Coltrane — saxophone ténor
- Red Garland — piano
- Paul Chambers — contrebasse
- Donald Byrd — trompette (Titre 4)
- Louis Hayes — batterie  (Titre 4)
- Albert Heath — batterie  (Titre 5)